# 横田幸子 (アナウンサー)
横田 幸子（よこた さちこ、1953年9月2日 - ）は、女性のフリーアナウンサー。

## 来歴
1976年神奈川大学外国語学部英語英文学科を卒業後札幌テレビ放送入社、1986年退社。フリーで石川テレビや北日本放送等に出演後、1990年開局当初のテレビ金沢に移籍。
現在は退社し、石川県内でフリーアナウンサー、北國新聞文化センターなどでの後進の指導や研修、児童などへの話し方教室講師として活動している。

## 出演番組
- まいどさんの金沢クイズ (テレビ金沢)

### 過去
- 9時ですリクエストプラザ（STVラジオ）
- オハヨー!土曜日（STVラジオ）
- ズームイン!!朝!（北日本放送、テレビ金沢）
- 2時間ワイドじゃんけんぽん（テレビ金沢、1996年4月-2003年6月）テレビ金沢ニュースプラス1担当
- 北國新聞ニュース（テレビ金沢）
- かなざわ散歩道（テレビ金沢、1990年-2011年3月）リポーター
- JOB○いしかわ夢企業（北陸放送、2014年12月-）
- 長時間インタビューこの人に聞く（金沢ケーブルテレビネット）
- 1986年-1990年の間はフリーの立場で石川テレビ等の番組にも出演。